# 劳伦斯·M·克劳斯
劳伦斯·M·克劳斯（英語：Lawrence Maxwell Krauss，1954年5月27日—）是一位美加双重国籍的理论物理学家和宇宙学家，主要作品有《第五元素：宇宙失踪质量之谜》（Quintessence: The Search for Missing Mass in the Universe）、《〈星际旅行〉的物理学》（The Physics of Star Trek）等。